# 캡슐 호텔

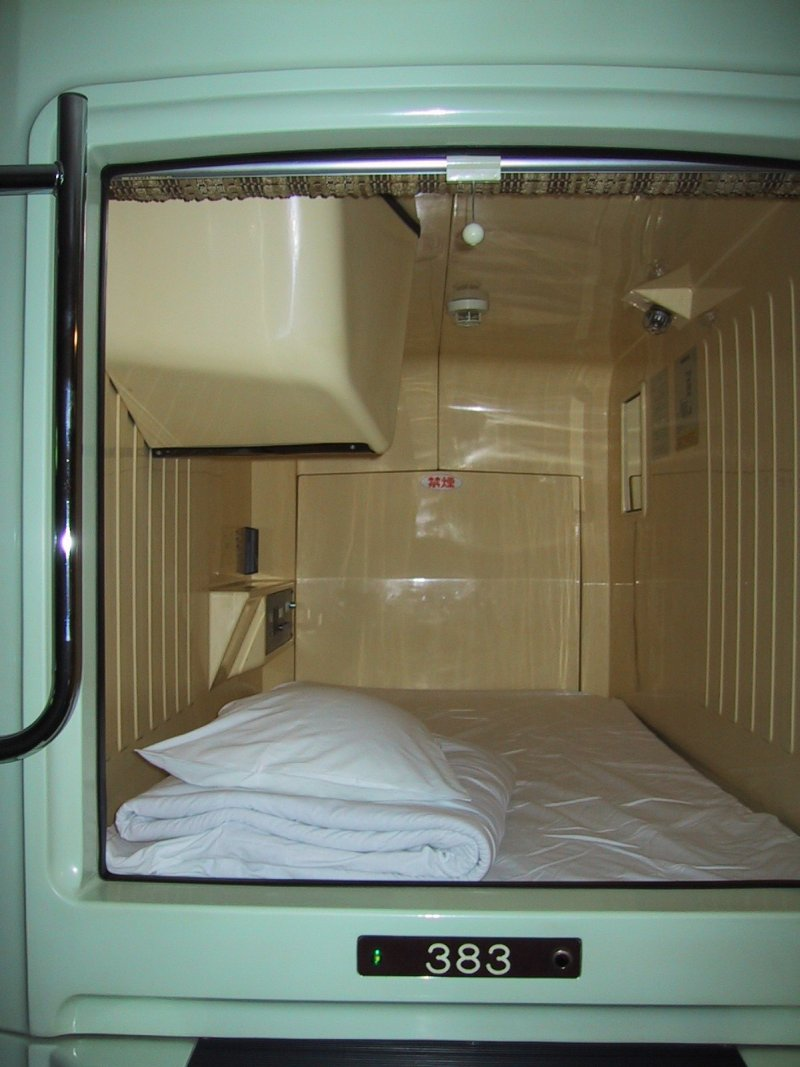
전형적인 캡슐 호텔의 모습(사진은 오사카에 있는 한 캡슐 호텔)

캡슐 호텔의 내부(오사카)

캡슐 호텔(영어: capsule hotel)은 일본에서 개발된 취침과 TV시청 및 라디오청취 등의 한 명을 위한 최소한의 공간만을 제공하는 저렴한 호텔이다. 식사는 조식만을 무료로 제공하거나 따로 돈을 내고 사야하는 것이 대부분이며 화장실 및 샤워시설은 공동시설로 제공하는 경우가 많다. 1인용 공간이기 때문에 성별로 들어갈 수 있는 곳이 구분되어 있으며, 어떤 호텔들은 특정 성별만을 받기도 한다.

## 같이 보기
- 미니 호텔
- 호스텔
- 게스트하우스